# Braya longii
Braya longii är en korsblommig växtart som beskrevs av Merritt Lyndon Fernald. Braya longii ingår i släktet fjällkrassingar, och familjen korsblommiga växter. Inga underarter finns listade i Catalogue of Life.